# Sons of Nature
Die Sons of Nature waren ein Schweizer Musikprojekt, das für einen Werbefilm für Bioprodukte gecastet wurde.

## Hintergrund
Die Zürcher Werbeagentur Krieg Schlupp Bürge suchte für einen musikalischen Werbespot landesweit Bewerber bei Agenturen und Schulen. Auftraggeber war das Einzelhandelsunternehmen Coop, das seine Biomarke Naturaplan bewerben wollte. Für die Musik wurde der Erfolgsproduzent Roman Camenzind engagiert. Er schrieb zusammen mit seinem Partner Georg Schlunegger aus der Produktionsfirma HitMill den Song I Love. Für die drei Strophen wurden drei Männer gecastet, die jeweils in Schwyzerdütsch, Italienisch und Französisch rappen, für den englischen Refrain wurde von der Jury eine Sängerin gewählt. Drei der vier Mitglieder der Sons of Nature haben professionelle Erfahrung im Musikgewerbe.
Das Lied wurde wie ein klassischer Popsong aufgebaut, das Video dazu wurde in Bauernhofumgebung gedreht und mit allen Klischees aus der Landwirtschaft inszeniert. Die Dreharbeiten dauerten sechs Tage. Neben dem Fernsehwerbespot wurden über das Internet auch noch mehrere Begleitvideos (Making-of) veröffentlicht. Das Lied wurde auch von den Radiostationen ins Programm aufgenommen. Nach der Veröffentlichung stieg das Lied auf Platz 1 der iTunes-Charts und stieg Mitte Oktober 2012 auf Platz 4 der offiziellen Charts ein und eroberte in der Woche darauf Platz 1.
Anfang 2014 wurde das Lied von den kanadischen Schwestern Lennon & Maisy nochmals für die Werbung aufgenommen und erreichte Platz 2 der Charts.

## Diskografie
Lieder
- I Love (2012)